# غارة الإخوان على السماوة
غارة الإخوان على السماوة هي غارة وقعت في محافظة السماوة حيث هجم الإخوان النجديون على عشيرة الغليظ التي كانت ترعى على الحدود حيث كانت حصيلة هذه الهجومات مقتل 180 شخص من الطرفين.

## تفاصيل
هجم الإخوان النجديون على عشيرة الغليظ التي كانت ترعى على الحدود حيث قُتل 40 شخص بتاريخ 9 نوفمبر 1927 وأعقبه هجومان على عشيرة آل زياد كان الهجوم الأول بتاريخ 22 ديسمبر وقُتل فيه 74 شخص والثاني بتاريخ 26 ديسمبر كانت حصيلته 75 وسارع أهالي مدينة السماوة وبالتنسيق مع بلدية المدينة إلى استقبال 196 شخصا من منكوبي تلك الهجمة فجرى إسكانهم في إحدى المدارس التي انشأت حديثا وتكفل أهالي المدينة بسكنهم ومعيشتهم على مدى ستة أيام. قدم على إثر ذلك السير إدوارد النكوتون قائد القوة الجوية البريطانية في العراق بتاريخ 3 كانون الثاني 1928 م إلى وزارة الطيران البريطانية مقترحا يقضي بإصدار تحذير إلى ابن سعود لمحاصرة عشائره خلال مدة 6 أسابيع فإن لم ينجح في ذلك سوف تتخذ القوات البريطانية إجراءات صارمة اتجاه من يقترب من الحدود مضطرة كذلك إلى محاصرة سواحل نجد والحساء. قرر مجلس الوزراء في جلسته الخاصة المنعقدة في 28 تموز 1928 إرجاع الحامية العسكرية إلى شبجة والتي تم سحبها بتاريخ 16 تموز 1928 بغية تطمين العشائر الموجودة في المنطقة وتم الإيعاز كذلك إلى وزارة المالية لتغطية نفقات تلك التحركات. وإلى جانب ذلك بادرت الحكومة العراقية إلى الإسراع من أجل صرف تعويضات مالية للمتضررين من تلك العشائر حيث أرسل «خشان الجازع» رئيس عشيرة البركات للملك فيصل شارحا الحالة السيئة التي يعيشها المتضررون مبيناً ما لحق بعشيرة البركات من تلك الغزوة والتي بلغت خسائرها 3700 راسا من الغنم ونهب 17 خيمة وقتل 12 شخصا مطالبا الملك بأخذ حقهم.